# Petoa (kommun)
Petoa är en kommun i Honduras.   Den ligger i departementet Departamento de Santa Bárbara, i den västra delen av landet, 170 km nordväst om huvudstaden Tegucigalpa. Antalet invånare är 9 521.